# Krštenje
Krštenje je sakrament kojim se postaje član zajednice vjernika kod kršćana: katolika, pravoslavaca i protestanata, i ponekih nekršćanskih zajednica poput Sikha.
| Sveti krst je temelj cijeloga kršćanskog života, ulaz u život Duha (vitae spiritualis ianua) i vrata koja otvaraju pristup drugim sakramentima. Po krštenju smo oslobođeni od grijeha i nanovo rođeni kao sinovi Božji, postajemo Kristovi udovi i pritjelovljeni smo Crkvi te bivamo dionici njezina poslanja: „Krštenje je sakrament preporođenja vodom i riječju.“— Katekizam Katoličke Crkve, 1213 |

## Naziv
Grčka riječ baptizein - odakle latinski izraz baptismus - znači "uroniti", "uranjati". Uranjanje u vodu je središnji obred krštenja. U hrvatskom i drugim slavenskim jezicima riječ krstiti (krst, krštenje) pobliže znači: unijeti u Krista, učiniti (nekoga) Kristovim.

## Teologija krštenja
Krštenje je sakrament kojim postajemo djeca Božja, oslobađamo se od 
istočnog grijeha i brišu nam se svi osobni grijesi. Njime postajemo Kristovi udovi i pritjelovljeni smo Crkvi te bivamo dionici njezina poslanja.
Od svakog se krštenika traži ispovijest vjere, izražena osobno, ako se radi o odraslome, odnosno, izražena od roditelja i Crkve, u slučaju djece.
Kum i kuma, kao i cijela crkvena zajednica, također imaju dio odgovornosti u pripravi na krštenje (katekumenat), kao i za razvoj vjere i krsne milosti.
Krštenje utiskuje kršteniku u dušu neizbrisiv duhovni biljeg koji vjernika posvećuje za bogoslužje kršćanske vjere. Zbog toga pečata krštenje se ne može ponoviti. Nužno je za primanje ostalih sakramenata.

### "Bez krštenja nema spasenja"
Nauk Katoličke crkve oduvijek govori da "bez krštenja nema spasenja". Taj nauk treba shvatiti u bitnome, a ne doslovno, te se danas obično tumači da je krštenje nužno za spasenje onih kojima je evanđelje naviješteno te koji su imali mogućnost da zatraže sakrament. Crkva ne pozna drugog sredstva osim krštenja da zajamči ulazak u vječno blaženstvo; zbog toga uvijek nastoji provoditi zapovijed što ga je primila od Gospodina da krsti sve ljude.
Nauk o nužnosti krštenja za spasenje kroz povijest je ipak stvarao mnoge probleme jer se osjećalo da je prestrog shvaćen doslovno. Stoga se nastojalo omogućiti alternativne metode spasenja.
Crkva je oduvijek uvjerena i da su svi koji su podnijeli smrt radi vjere, premda nisu primili krštenje, spašeni. Kaže se da su oni kršteni svojom smrću za Krista i s njime. To je krštenje "krvlju". Također, ako osoba (katekumen) koja se iskreno želi krstiti umre prije isljunjenja te želje, smatra se da je krštena "voljom". Krštenje voljom i krštenje krvlju nisu sakramenti, ali osiguravaju spasenje.
Što se tiče djece umrle bez krštenja, niti njima Crkva nije nikada nijekala mogućnost spasenja. Crkva ih povjerava Božjem milosrđu. Veliko Božje milosrđe, koje želi da se svi ljudi spase, i Isusova nježnost prema djeci, dopuštaju da se nadamo, da postoji put spasenja i za djecu umrlu bez krštenja. Ipak, u srednjem vijeku je izumljen pojam limba kamo idu pravednici koji su umrli bez krštenja, uglavnom djeca (odraslima se uvijek može naći neki grijeh po kojem bi zaslužili pravi pakao). Limb je također pakao, jer bez krštenja se ne može u raj, ali bez muka; jedina muka je Božja odsutnost. Danas limb teolozi uglavnom odbacuju, što je formalno učinio i papa Benedikt XVI.
Također, preme tumačenju većine današnjih teologa svaki čovjek koji, ne poznavajući Kristovo evanđelje i njegovu Crkvu, traži istinu i čini volju Božju onako kako je spozna, može biti spašen.
Radi svih problema, nauk o nužnosti krštenja ne može se tumačiti kao nužnost sakramenta za spasenje. Za sada nam preostaje da se nadamo da je krštenje, odnosno efekt krštenja moguć za sve ljude. Sama činjenica da Crkva ni za koga nije konačno rekla da je u paklu, a ima jako puno nekrštenih, ostavlja nam mnogo prostora za tu nadu.
Ipak, nauk da bez krštenja nema spasenja je definitivan; jedino je moguće jasnije ga protumačiti, a tumačenje ne može ići u smjeru negiranja nauka, koliko god to u ovom slučaju izgledalo kao najjednostavnije rješenje. U svakom slučaju, krštenje je jedino redovito sredstvo spasenja koje Crkva posjeduje i stoga vrlo ozbiljno treba shvatiti svoju obvezu krštenja.

### Valjanost krštenja
Katolička crkva svako krštenje smatra valjanim, uz uvjet da je krštenik imao nakanu činiti ono što čini Crkva te da je krstio u ime Oca i Sina i Duha Svetoga, tj. svakako je nužno spomenuti sve tri božanske osobe pri krštenju.
Svi ovako kršteni, neovisno o crkvi kojoj pripadaju, kršćani su, dok oni koji nisu tako kršteni, Katolička crkva ih ne smatra kršćanima.

## Obred krštenja
Krštenje može primiti svaka još nekrštena osoba. U smrtnoj pogibelji svatko smije krstiti, pa i nekršteni. Krštenik, ako je sposoban iznijeti volju, mora se složiti s krštenjem. Razlog za tu mogućnost vidi Crkva u Božjoj volji sveopćeg spasenja i u nužnosti krštenja za spas.
U Katoličkoj crkvi redoviti službenici krštenja su biskup i svećenik, u Latinskoj crkvi također i đakon.
Vidljivim znakovima sakramentalnog obreda simbolički se označuju različiti krsni učinci. Uranjanje u vodu upozorava na smrt i čišćenje, ali također na obnavljanje i novo rođenje. Dakle, dva poglavita krsna učinka jesu očišćenje od grijeha i novo rođenje u Duhu Svetome.
U Latinskoj crkvi službenik uz trostruko polijevanje izgovara riječi: "I. (ime), ja te krstim u ime Oca, i Sina, i Duha Svetoga". U istočnim liturgijama katekumen je okrenut prema istoku, a svećenik govori: "Sluga Božji I. (ime), krsti se u ime Oca, i Sina, i Duha Svetoga". Na zaziv svake od osoba Presvetog Trojstva on ga uranja u vodu i pridiže.
Krste se redovito djeca jer se smatra da će one odrastanjem u kršćanskom obiteljskom ozračju samim odrastanjem primiti kršćanski duh. Za tu praksu je stoga nužno imati temelja za to očekivanje, pa se krštenje djece može i odbiti. Ipak, radi nužnosti krštenja za spasenje u smrtnoj pogibelji se djeca uvijek krste, pa i mimo volje roditelja.

## Krštenje kod protestanata
Neke protestantske crkve poput Adventista, Baptista i Kristove crkve pak krštavaju samo one koji prihvaćaju Kristov nauk, njegovo poglavarstvo nad Crkvom i spremni su živjeti po njegovim načelima. Naime Novi zavjet govori da je preduvjet za krštenje obraćenje, odnosno vjera "Tko bude vjerovao i pokrstio, spasit će se" (Mk 16,16). U ranoj Crkvi samo oni koji su povjerovali u evanđelje, bili su kršteni (Dj 8,12.36-37; 18,8).
Odgovarajući na Božji poziv, ljudi uviđaju svoje izgubljeno stanje, priznaju svoju grješnost, pokoravaju se Bogu, kaju zbog svojih grijeha, prihvaćaju Kristovu žrtvu pomirnicu i posvećuju se novome životu s Njim. Bez obraćenja ne mogu stupiti u osobni odnos s Isusom Kristom. Samo pokajanjem oni mogu iskusiti umiranje grijehu - preduvjet za krštenje. Smatraju da im samo krštenje ne jamči vječno blaženstvo, već da je za vječno blaženstvo potrebna osobna vjera u Isusa Krista, ljubav prema Bogu i ljudima, te samim time i krštenje, dakle smatraju krštenje posljedicom vjere, a ne obrnuto. Vjeruju da samo krštenje bez vjere, ne jamči da će se netko spasiti, te isto tako i da će se onaj koji vjeruje krstiti, te tako ispuniti uvjet za spasenje.
Krštenje podrazumijeva i priključenje crkvi, koje se događa prilikom "novorođenja", a ne prilikom "rođenja malog djeteta". Budući da bebe i mala djeca ne mogu doživjeti obraćenje, smatraju da ona nisu osposobljena za krštenje. Znači li to da su ona isključena iz "Kraljevstva nebeskog", svakako da ne. Sam Isus, nikada ih nije isključio iz svoga kraljevstva milosti. "Pustite dječicu i nemojte im priječiti da dođu k meni", "jer takvima pripada kraljevstvo nebesko" i stavio je "na njih ruke" (Mt 19,14-15). Dakle vjerni roditelji igraju životno važnu ulogu u izgradnji odnosa između svoje djece i Krista koji će ih na kraju dovesti do krštenja.
Isusov odgovor majkama koje su mu dovele djecu da ih blagoslovi prouzročio je pojavu običaja posvećenja djece. Za ovu službu roditelji dovode svoju djecu u crkvu da ih prikažu, odnosno posvete Bogu. 

## Vanjske poveznice
|  | Zajednički poslužitelj ima još gradiva o temi Krštenje |